# Waddesdon
Waddesdon (/w ɒ d z d ən /) est un village dans le district de Aylesbury Vale, au Buckinghamshire, en Angleterre.

## Géographie
Waddesdon, situé à 6 miles d'Aylesbury sur la route A41, est le centre d'une paroisse civile, qui comprend également les hameaux d'Eythrope et de Wormstone.

## Histoire
En 1874, le baron Ferdinand de Rothschild achète un grand domaine dans la région et construit le manoir Waddesdon Manor sur une colline dominant le village. Il a transformé Waddesdon en un village immobilier, avec de nouvelles maisons pour les employés et les locataires, une école, un pub, un pavillon de cricket et une salle des fêtes.
Le manoir et les terrains de Waddesdon sont maintenant la propriété du National Trust, et Jacob Rothschild, 4e baron Rothschild, conserve le domaine et une maison, à proximité à Eythrope.

## Économie
Waddesdon était une localité agricole qui avait aussi des entreprises de meunerie, de tissage de soie et de dentelle.

## Résidents notables
- Alice Chalvi

## Galerie

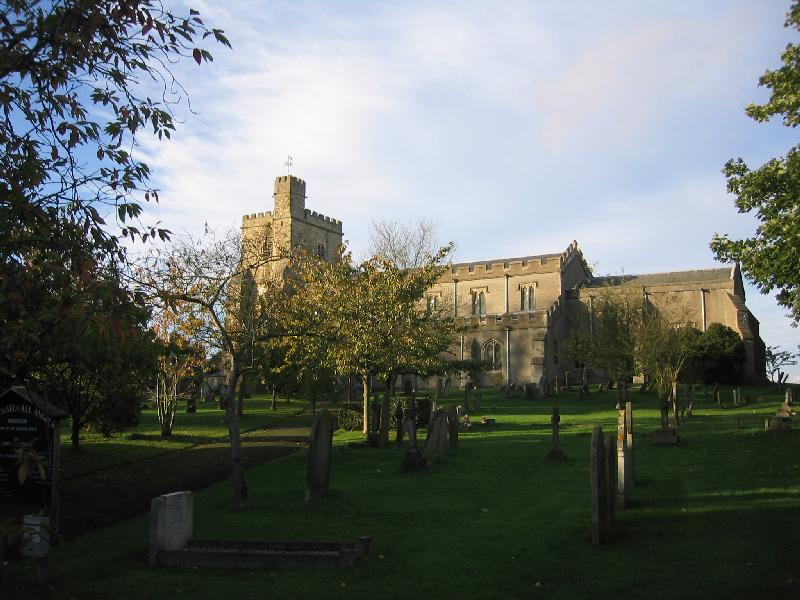
Église Saint-Michel et de tous les anges
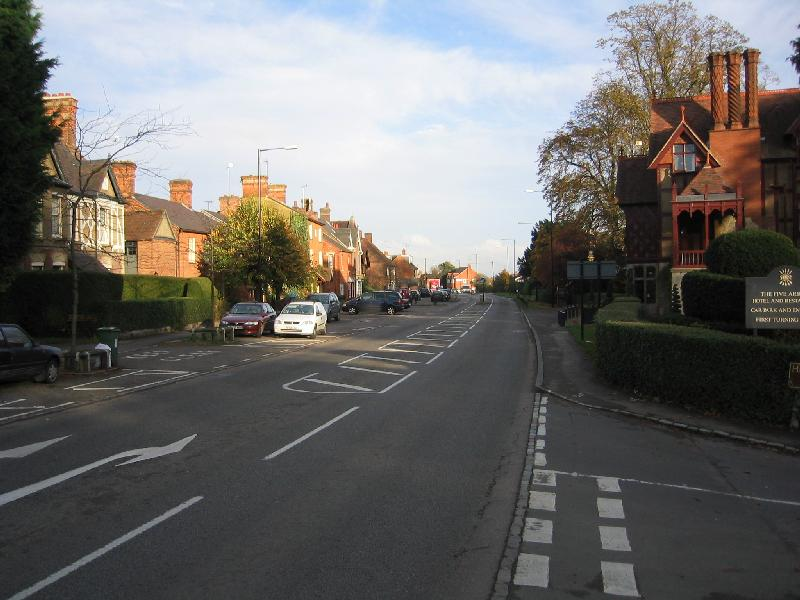
Waddesdon